# Spark SRT05e
El Spark SRT05e o FIA Formula E Gen2 es el monoplaza eléctrico de segunda generación diseñado y construido para disputar el campeonato de Fórmula E organizado por la Federación Internacional del Automóvil (FIA) a partir de la quinta temporada 2018-2019.

## Especificaciones

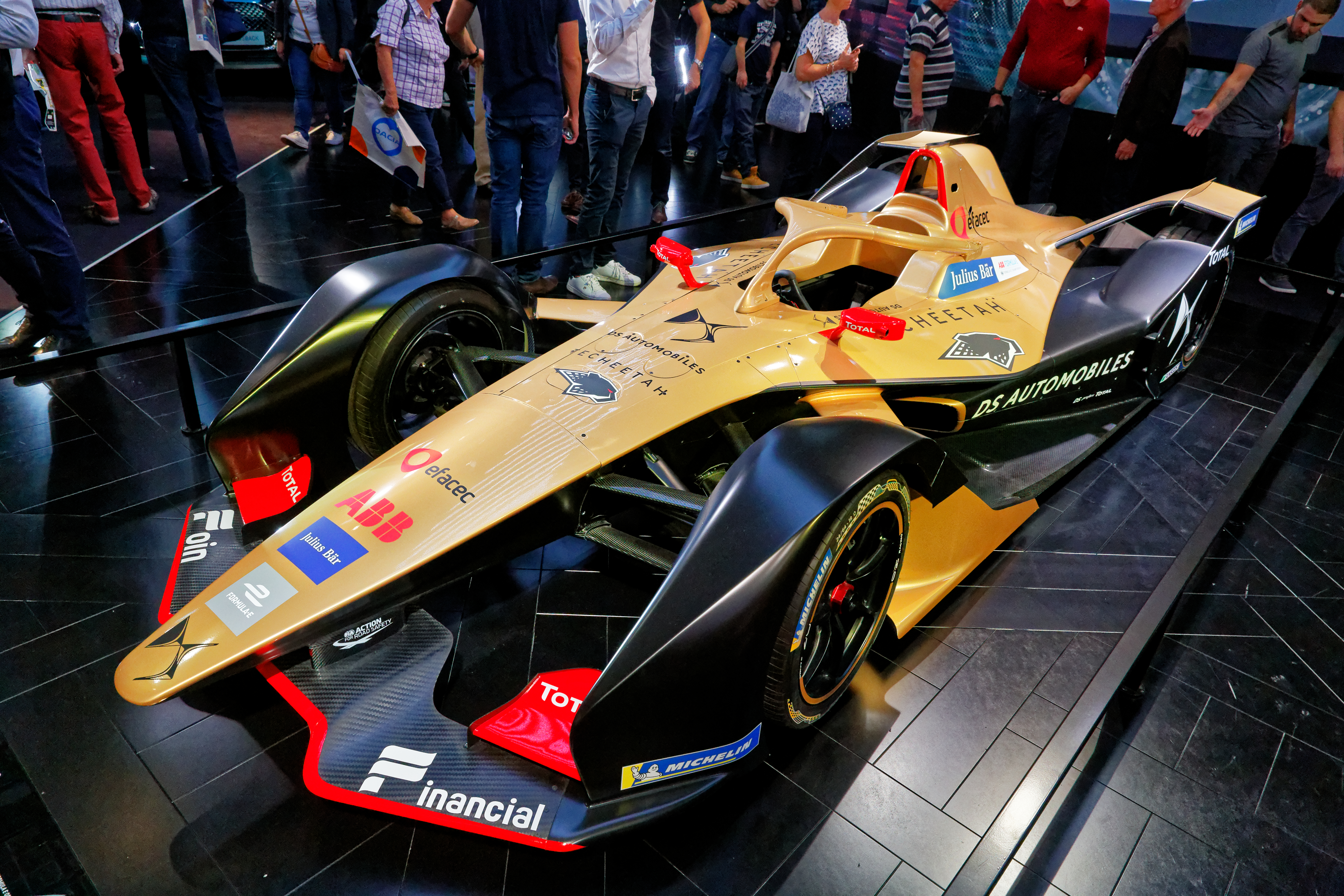
Spark SRT05e del equipo DS Techeetah.

El coche tiene unas dimensiones de 5160 mm de largo, 1770 mm de ancho y una altura de 1050 mm. La distancia entre ejes es de 3100 mm. Su masa es de 900 kg. 
Tiene 250 kW (340 CV) de potencia y dispone de 200 kW (270 CV) en carrera. Equipa neumáticos Michelin Pilot Sport de 18 pulgadas, y frenos delanteros y traseros Brembo de discos de carbono de 278 mm y 263 mm respectivamente.
La batería de 800 voltios ha sido desarrollada y monitorizada por McLaren, ha sido ensamblada por Lucid Motors y las celdas han sido construidas por Murata Manufacturing. Tiene una capacidad de 54 kWh y pesa 385 kg. 
El coche alcanza una velocidad máxima de 280 km/h y acelera de 0 a 100 km/h en 2,8 s.